# Bourg-sous-Châtelet
Bourg-sous-Châtelet település Franciaországban, Territoire de Belfort megyében. Lakosainak száma 120 fő (2022. január 1.). Bourg-sous-Châtelet Anjoutey és Saint-Germain-le-Châtelet községekkel határos.

## Népesség
A település népességének változása:
| Lakosok száma | 115  | 109  | 118  | 122  | 123  | 123  | 124  | 120  |
|               | 2013 | 2015 | 2017 | 2018 | 2019 | 2020 | 2021 | 2022 |